# Miles Corwin
Pour les articles homonymes, voir Corwin.
Miles Corwin, né à Los Angeles en Californie, est un écrivain américain, auteur de roman policier. 

## Biographie
Il fait des études à l'université de Californie à Santa Barbara et au Missouri School of Journalism. Il est ensuite embauché comme reporter criminel par le Los Angeles Times.
Après deux premiers ouvrages, il publie en 2004  Homicide special : un an avec l'unité d'élite d'investigation de la police de Los Angeles (Homicide Special), reportage dans lequel il raconte une année passée avec une unité du Los Angeles Police Department.
En 2010, il fait paraître son premier roman, Kind of Blue, un roman noir situé à Los Angeles et mettant en scène un détective, fils d'un rescapé du camp d'extermination de Treblinka, ayant quitté le LAPD qui apprend qu'une de ses témoins dans une affaire de meurtre a été sauvagement assassinée. Ce roman est suivi en 2012 de Midnight Alley, mettant en scène un inspecteur d'élite de Los Angeles, également fils d'un rescapé de la shoah. Son troisième roman L.A. Nocturne reprend le même thème avec un jeune policier d'origine allemande, réfugié aux États-Unis avant la Seconde Guerre mondiale et sans nouvelles de ses parents et de son frère. Selon M le magazine du Monde, ce roman est « une description au vitriol de l'antisémitisme latent en cours dans la police de L.A. à cette époque ». 
Miles Corwin est qualifié de « digne fils spirituel de Michael Connelly » par Yann Plougastel, journaliste au journal Le Monde.

## Œuvre

### Romans
- Kind of Blue (2010) Publié en français sous le titre Kind of Blue, Paris, Calmann-Lévy coll. « Robert Pépin présente » (2013)  (ISBN 978-2-7021-4487-9) ; réédition, Paris, Éditions Points no P3279 (2014)  (ISBN 978-2-7578-4268-3)
- Midnight Alley (2012) Publié en français sous le titre Midnight Alley, Paris, Calmann-Lévy, coll. « Robert Pépin présente » (2014)  (ISBN 978-2-7021-4461-9) ; réédition, Paris, Éditions Points no P4229 (2016)  (ISBN 978-2-7578-5519-5)
- L.A. Nocturne (2015) Publié en français sous le titre L.A. Nocturne, Paris, Calmann-Lévy, coll. « Robert Pépin présente » (2016)  (ISBN 978-2-7021-5811-1) ; réédition, Paris, Éditions Points no P4577 (2017)  (ISBN 978-2-7578-6066-3)

#### Autres ouvrages
- The Killing Season (1998)
- And Still We Rise (2001)
- Homicide Special (2004) Publié en français sous le titre Homicide special : un an avec l'unité d'élite d'investigation de la police de Los Angeles, Paris, Sonatine Éditions (2008)  (ISBN 978-2-35584-002-9) ; réédition, Paris, Éditions Points no P2276 (2009)  (ISBN 978-2-7578-0952-5)